# Josef Císař (Skispringer)
Josef Císař (* 27. Oktober 1916; † nach 1948) war ein tschechoslowakischer Skispringer. 

## Werdegang
Er nahm an den Olympischen Winterspielen 1948 in St. Moritz teil und erreichte im Einzel von der Großschanze den 29. Platz.